# Cipetes I de Bitinia
Cipetes I de Bitinia (en griego Zιπoιτης or Zιβoιτης) fue el segundo gobernante del reino independiente de Bitinia, dirigiéndolo desde el año 326 a. C. hasta el 278 a. C.
Cipetes sucedió en el trono a su padre Bas en el año 326 a. C. y reinó 48 años. Se le considera normalmente como el primer rey (basileo) de Bitinia, ya que fue el primero en nombrarse como tal en 297 a. C. (su padre ostentaba el título de príncipe de Bitinia).

Durante su reinado Cipetes mantuvo campañas exitosas en contra de Lisímaco de Tracia (uno de los diádocos, o generales que asumieron el control de porciones del imperio de Alejandro Magno a la muerte de este) y Antíoco (hijo de otro diádoco - Seleuco I Nicátor). En 315 a. C., Cipetes I lanzó una campaña fallida en contra de Ástaco y Calcedonia, la derrota en dicho proyecto se debió principalmente a las tropas de ayuda enviadas por el macedonio Antígono I Monoftalmos.
Cipetes fundó una ciudad en las faldas del monte Lypedron, pero la localización del monte -y por tanto de la ciudad- es desconocida.
Cipetes murió a la edad de 76 años, dejando cuatro hijos, siendo Nicomedes I - el mayor de ellos - quien le sucedió en el trono.
| Predecesor: Bas                    | Príncipe de Bitinia 326 a. C. - 297 a. C. | Sucesor: Él mismo como rey      |
| Predecesor: Él mismo como príncipe | Rey de Bitinia 297 a. C. - 279 a. C.      | Sucesor: Nicomedes I Cipetes II |